# Amàlia de Tini i de Walsh
Amàlia de Tini i de Walsh   (Barcelona, 8 de juny de 1808 - Sarrià, 25 de maig de 1886) fou una monja catalana, abadessa del monestir de Sant Pere de les Puel·les.

## Biografia
Fou nomenada abadessa el 1850.Llavors la comunitat estava formada per només sis monges i l'elecció, que no es va confirmar fins deu anys més tard, es va fer al Monestir de les Jerònimes de Barcelona. El 1842  havien estat expulsades de Sant Pere, que es va convertir una altra vegada en presó –ja ho havia estat de manera intermitent anys abans–, i vivien en un pis del carrer de Santa Anna. La seva primera actuació va ser adreçar-se a la reina Isabel II per a demanar-li la restitució del monestir, cosa que va aconseguir quan, després d'una intensa lluita legal, el 12 de gener del 1855 aparegué una Reial Ordre determinà que el monestir sigui retornat a la comunitat religiosa. Però l'ordre no es feia efectiva i el desig de reunir les religioses era tan intens que manà construir un petit edifici, inaugurat el 1858, al costat del monestir.
El 1868, esclatà la Revolució de Setembre, i el 1869 el governador civil Manuel León Moncasí decretà que les monges de Sant Pere es traslladessin a les Jerònimes, com ja havia succeït anys abans. L'abadessa tornà a enfrontar-se legalment contra aquesta decisió i aconsegueix recuperar el cenobi, que pocs anys després fou enderrocat. Cap a finals del 1877, començà la construcció d'un nou monestir a Sarrià, les obres del qual acabaren el 1879, amb Amàlia de Tini al front. Regiria la comunitat fins a la seva mort, el 25 de maig del 1886.